# كامل المغني
كامل المغني (27 ديسمبر 1943- 5 مارس 2008) فنان فلسطيني من مواليد حي الشجاعية في غزة، حصل على بكالوريوس ديكور من جامعة الأسكندرية عام 1966 وهو من المؤسسين لرابطة الفنانين التشكيليين في فلسطين، كما ساهم في تأسيس جمعية الفنانين التشكيليين في قطاع غزة، من المنتمين إلى صفوف الثورة الفلسطينية.

## نشأته وعمله
ولد كامل المغني في حي الشجاعية شرق مدينة غزة، حصّل درجة البكالوريوس في الديكور من كلية الفنون الجميلة في جامعة الإسكندرية عام 1966م، ثم ماجستير في سيكولوجية الرمز واللون عام 1987م. اعتقل لثلاث سنوات في السجون الإسرائيلية من 1969 إلى 1972 بسبب انتمائه إلى صفوف الثورة الفلسطينية.
كان أحد الأعضاء المؤسسين لكلية الفنون الجميلة في جامعة النجاح الوطنية بنابلس 1993م، وهو عضو مؤسس لرابطة الفنانين التشكيليين في فلسطين المحتلة 1974م، وشارك في تأسيس كل من جمعية الفنانين التشكيليين في قطاع غزة 1984م والمكتب الحركي للفنانين في منطقة نابلس والشمال 1999م وقسم الفنون الجميلة بكلية الفنون والإعلام جامعة الأقصى غزة 2003م.
عمل رئيساً لقسم الفنون الجميلة في جامعة النجاح الوطنية بنابلس بين عامي 1993-2000م، كما عمل رئيساً لرابطة الفنانين التشكيليين الفلسطينيين في الضفة والقطاع 1990-1991م. شغل منصب رئيس جمعية الفنانين التشكيليين الفلسطينيين في قطاع غزة 1989م، عمل رئيساً للمكتب الحركي للفنانين في منطقة نابلس والشمال 1999م.
أقام خمسة وثلاثين معرضاً شخصياً وثنائياً داخل الوطن وخارجه، وشارك في معظم المعارض الجماعية لرابطة الفنانين التشكيليين الفلسطينيين داخل الوطن، كما شارك في معظم المعارض الجماعية للاتحاد العام للفنانين الفلسطينيين خارج الوطن. شارك في توقيع اتفاقية للتعاون بين الاتحاد العام الفنانين الفلسطينيين واتحاد الفنانين السوفيات 1979، وشارك في توقيع اتفاقية للتعاون بين رابطة الفنانين الفلسطينيين واتحاد الفنانين بجمهورية ألمانيا الديمقراطية برلين 1988م، وكان ممثل الاتحاد العام للفنانين التشكيليين الفلسطينيين في اللجنة الدولية للفن بباريس 1988.وعمل محاضراً للتصميم بجامعة الأقصى، كما صمم شعار جامعة الأقصى 2001م.
أنجز ما يقارب الستمائة عمل فني خلال مراحله الفنية التي لا زالت معروضة اليوم في عدد من المتاحف الدولية ومقتنيات خاصة داخل فلسطين وخارجها، اختير كفنان عالمي متميز عن العام 2000 في الموسوعة العالمية :Who,s Who (من هو) والتي تعنى بالمبدعين في العالم.

## الجوائز التي حصلها
- وسام اتحاد الفنانين السوفيات 1979م.[3]
- وسام بلدية داندي اسكتلندا 1981م.[3]
- جائزة الشراع الذهبي الثانية الكويت 1989م.[3]
- الجائزة الأولى عن الفن التشكيلي بمهرجان جرش الثالث الأردن.
- جائزة معرض البيئة الفلسطينية القدس 1978م.
- درع الاتحاد العام لعمال فلسطين نابلس 1976م.
- الجائزة الأولى عن أحسن شعار للمؤتمر الاجتماعي الفلسطيني الأول المنعقد في القدس 1986.

## وفاته
توفي كامل المغني يوم الأربعاء 4 آذار 2008 عن عمر يناهز 65 سنة.